# Most Girls (canción de Pink)
«Most Girls» lanzado en agosto de 2000, es el segundo sencillo del álbum Can't Take Me Home de la cantante Pink, es el sencillo más exitoso de este álbum alcanzando la posición número 4 en Estados Unidos y 1 En Australia, es uno de los sencillos más exitosos de las cantante junto a Get The Party Started, Just Like A Pill, y So What

## Canciones

### U.S. remix single
1. «Most Girls» (Skribble & Anthony Acid Club Mix) - 9:00
2. «Most Girls» (Skribble & Anthony Acid's Hard Girls Dub) - 7:32
3. «Most Girls» (Instrumental) - 5:03
4. «Most Girls» (A Cappella) - 4:32
5. «There You Go» (Hani Mixshow Edit) - 5:31

### Enhanched CD single
1. «Most Girls» (Versión para radio)
2. «Most Girls» (Men Vocal Mix)
3. «Most Girls» (X-Men Dubby)
4. «There You Go» (Sovereign Mix)
5. «Most Girls» (Video)

### Australian CD Single
1. «Most Girls» (Versión para radio)
2. «Hiccup»
3. «Most Girls» (Video)

## Posicionamiento
| Listas (2000/2001)                                | Mejor Posición |
| ------------------------------------------------- | -------------- |
| Australian ARIA Singles Chart                     | 1              |
| Australian Airplay Chart                          | 1              |
| Dutch Top 40                                      | 23             |
| Swedish Top 60 Singles                            | 44             |
| UK Singles Chart                                  | 5              |
| U.S. Billboard Hot 100                            | 4              |
| U.S. Billboard Rhythmic Top 40                    | 1              |
| U.S. Billboard Hot Dance Music/Maxi-Singles Sales | 1              |
| U.S. Billboard Top 40 Tracks                      | 2              |
| U.S. Billboard Top 40 Mainstream                  | 2              |
| U.S. Billboard Hot Dance Music/Club Play          | 43             |
| U.S. Billboard Hot R&B/Hip-Hop Singles & Tracks   | 67             |
| U.S. Billboard Latin Tropical/Salsa Airplay       | 24             |
| U.S. Billboard Latin Pop Airplay                  | 32             |

- Datos: Q2452140